# Parlamentswahl in Frankreich 2024
- NFP: 178
- DVGg: 15
- REG: 9
- DVCf: 15
- ENS: 150
- DVD: 27
- LR: 39
- UXD: 17
- RN: 125
- EXD: 1
- DIV: 1

- PCF: 8
- FI: 72
- EELV: 26
- Gs: 6
- PS: 65
- RE: 98
- MoDem: 33
- Horiz: 25
- UDI: 6
- LR: 55
- LR–RN: 17
- RN: 125
- Sonst.: 33
- Unabh.: 8

Die Parlamentswahl in Frankreich 2024 (französisch les élections législatives françaises de 2024 oder kurz les élections législatives bzw. les législatives, auch les législatives anticipées ‚die vorgezogene Parlamentswahl‘) fand am 30. Juni und am 7. Juli 2024 statt. In den zwei Wahlgängen wurden die 577 Abgeordneten der 17. Nationalversammlung bestimmt. Die vorgezogene Neuwahl war notwendig geworden, nachdem der französische Staatspräsident Emmanuel Macron am Wahlabend der Europawahl am 9. Juni 2024 das Parlament vorzeitig aufgelöst hatte, was er danach als Fehler bezeichnete. Der Nouveau Front populaire gewann überraschend die relative Mehrheit der Sitze, der Rassemblement national kam, obwohl er die meisten Stimmen hatte, nur auf den dritten Platz hinter dem Parteienbündnis der Mitte Ensemble pour la République.
Premierminister Gabriel Attal reichte umgehend seinen Rücktritt ein, worüber sich Staatspräsident Macron zunächst ablehnend äußerte, den er am 16. Juli 2024 jedoch annahm.

## Wahlverfahren
In jedem Wahlkreis wird ein Abgeordneter nach einem Mehrheitswahlrecht in höchstens zwei Wahlgängen gewählt. Im ersten Wahlgang ist ein Kandidat gewählt, wenn er mehr als die Hälfte der gültigen Stimmen erzielt und seine Stimmenzahl mindestens 25 % der Wahlberechtigten seines Wahlkreises entspricht. Wird im ersten Wahlgang kein Kandidat gewählt, findet eine Woche später ein zweiter Wahlgang (Stichwahl) statt, an dem die Bewerber teilnehmen dürfen, deren Stimmenzahl im ersten Wahlgang mindestens 12,5 % der Wahlberechtigten im Wahlkreis entsprach. In jedem Fall qualifizieren sich aber die beiden Bewerber, die im ersten Wahlgang die meisten bzw. zweitmeisten Stimmen erhalten haben, für den zweiten Wahlgang. In diesem treten meist zwei Bewerber gegeneinander an. Im zweiten Wahlgang ist der Bewerber, der die meisten Stimmen erhalten hat, gewählt.

## Ausgangslage
Bei der Parlamentswahl im Juni 2022 hatte das Parteienbündnis Ensemble des amtierenden Präsidenten Macron deutlich an Stimmen eingebüßt und lag im ersten Wahlgang gleichauf mit der linken Parteienkoalition Nouvelle union populaire écologique et sociale (NUPES). Der Verlust von 105 Mandaten im Vergleich zur vorherigen Wahl bedeutete für Ensemble den Verlust der absoluten Mehrheit in der Nationalversammlung. Der von Jean-Luc Mélenchon geführten NUPES gelang es, mehr als doppelt so viele Mandate wie noch 2017 zu erringen. Die Bildung einer gemeinsamen Fraktion, welche die zweitgrößte im Parlament gewesen wäre, scheiterte jedoch. Dem rechten Rassemblement national, der in der vorherigen Legislaturperiode nur mit acht Mandaten vertreten war, gelang es durch Stimmenzuwächse 2022 seine Position massiv auszubauen und mit 89 Vertretern in die Nationalversammlung einzuziehen. Für Les Républicains setzte sich der Abwärtstrend der vorherigen Wahlen fort, sodass sie fast die Hälfte ihrer Mandate einbüßten und nur noch die viertgrößte Fraktion bildeten.
| Europawahl in Frankreich 2024 %403020100 31,414,613,89,97,25,512,1 RN aENS bPS cFI dLR eEELVRECSonst. | Anmerkungen: a im Bündnis mit LAF b im Bündnis mit UDI c im Bündnis mit PP d im Bündnis mit weiteren Parteien e im Bündnis mit LC |

Bei der Europawahl am 9. Juni 2024 waren 81 der 720 Abgeordnetensitze im europäischen Parlament durch Frankreich zu besetzen. Die vom Rassemblement national angeführte Liste La France revient ! (RN – LAF) erhielt 31,4 % der Stimmen und gewann 30 Sitze (7 mehr als bei der Europawahl 2019). Das Wahlbündnis Besoin d’Europe aus Ensemble und UDI kam auf 14,6 % und 13 Sitze (d. h. 10 Sitze weniger als zuvor), ein Verlust von rund zehn Prozentpunkten. Knapp dahinter landete Réveiller l’Europe aus Sozialistischer Partei und Place publique mit 13,8 % und 13 Sitzen (7 Sitze mehr als zuvor). Die Parteien des zur französischen Parlamentswahl 2022 gebildeten Linksbündnisses NUPES (Sozialistische Partei, La France insoumise und Les Écologistes) traten zur Europawahl 2024 getrennt an und erhielten insgesamt etwas mehr Stimmen als bei der Parlamentswahl in Frankreich 2022. Die rechtsextreme Reconquête erhielt 5,5 % und zog mit 5 Abgeordneten erstmals ins Europaparlament ein.
Staatspräsident Macron kündigte noch am Wahlabend der Europawahl 2024 die Auflösung der französischen Nationalversammlung an.

## Parteien und Parteienbündnisse

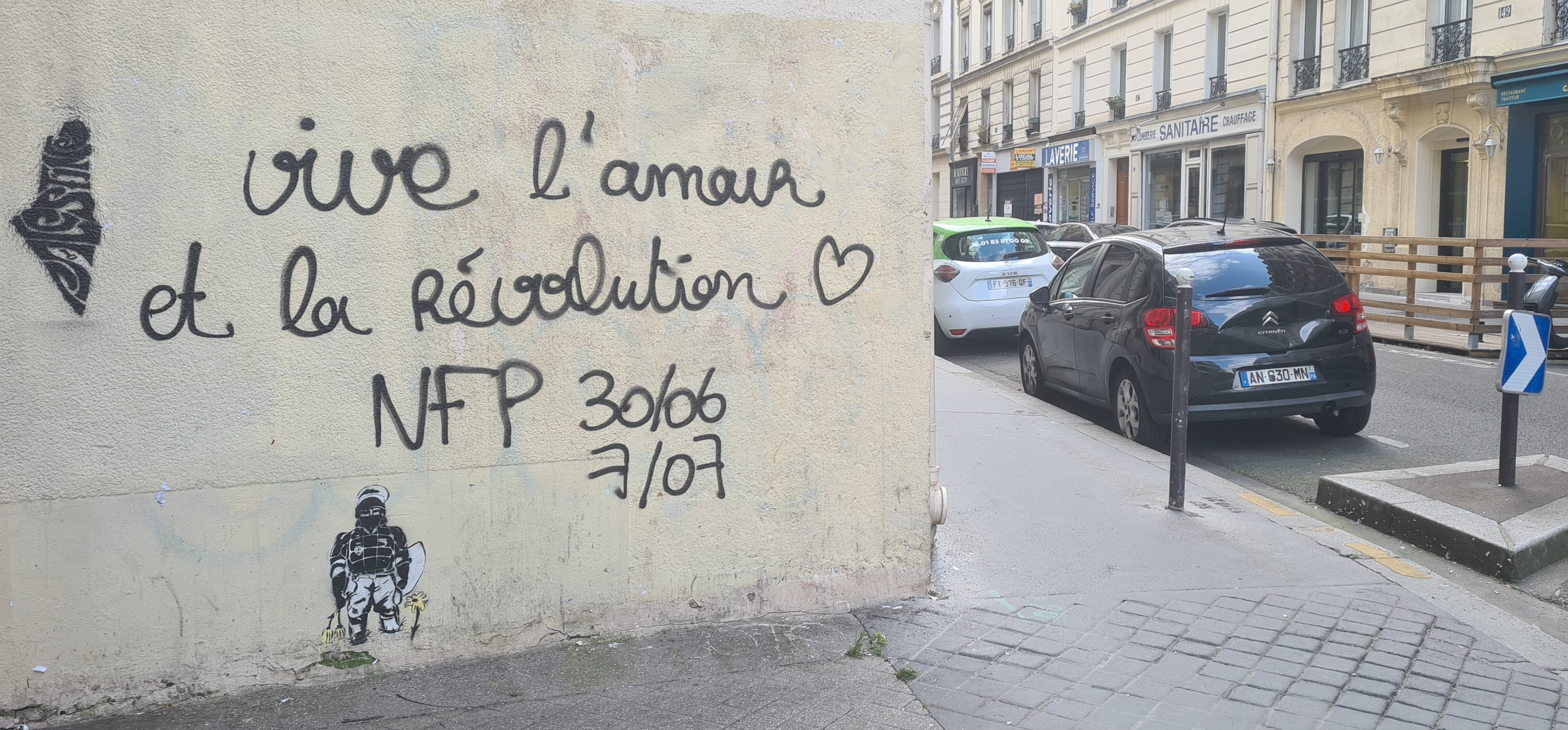
Graffito in Paris, das zur Wahl des Nouveau Front populaire aufruft: Vive l’amour et la Révolution (deutsch: Es lebe die Liebe und die Revolution).

Aufgrund des französischen Mehrheitswahlrechts in jedem der 577 Wahlkreise gingen die Parteien auch im Vorfeld dieser Wahl verschiedene Kooperationen und Bündnisse miteinander ein. Zu den bedeutenden Kräften bei der Wahl zählten:
- Ensemble pour la République (Ensemble, ENS): Zum Wahlbündnis von Präsident Macrons eigener Partei Renaissance gehörten erneut der Mouvement démocrate, Horizons sowie der Parti radical. Auch die Union des démocrates et indépendants, die 2022 noch mit Les Républicains kooperiert hatte, ging das Bündnis ein.[2]
- Nouveau Front populaire (NFP): Wie schon 2022 verständigten sich die meisten linken Parteien auf eine Wahlallianz. Dem Bündnis gehörten neben Les Écologistes, La France insoumise, der Kommunistischen Partei Frankreichs und der Sozialistischen Partei weitere kleinere Parteien an.[3]
- Rassemblement national (RN): Die rechtsextreme Partei ging als stärkste aus der Europawahl hervor und weckte Kooperationsbegehren bei anderen Parteien des rechten Spektrums. So wurden etwa 70 abtrünnige Kandidaten von Les Républicains rund um Éric Ciotti offiziell durch den RN unterstützt.[4]
- Les Républicains (LR): Die französischen Républicains zeigten sich tief zerstritten. Nachdem der Parteivorsitzende Éric Ciotti offen zu einer Kooperation mit dem Rassemblement national aufgerufen hatte, wurde er von der restlichen Parteiführung zunächst abgesetzt und dann aus der Partei ausgeschlossen. Ciotti wehrte sich zwar gerichtlich mit Erfolg gegen seinen Ausschluss, die Spaltung wirkte sich jedoch auch bei der Wahl aus. Während das Lager um Ciotti 70 Kandidaten zählte, kündigte der übrige Parteivorstand 200 offizielle Kandidaturen der LR an. In einzelnen Wahlkreisen standen sich beide Lager unmittelbar gegenüber.[4]
- Reconquête (REC): Die rechtsextreme Partei um Éric Zemmour begann die Wahlvorbereitungen ebenfalls mit internen Streitigkeiten. Nachdem Marion Maréchal, die Spitzenkandidatin bei der Europawahl, sich um ein Bündnis mit dem Rassemblement national bemüht hatte, bezichtigte Zemmour sie des „Verrats“ und schloss sie ebenso wie drei weitere gerade erst ins Europaparlament gewählte Abgeordnete aus der Partei aus.[4] Zemmour kündigte an, 330 Kandidaten und damit keine Kandidaten gegen den „Architekten der Nationalen Union“ wie Éric Ciotti und Nicolas Dupont-Aignan (genannt DLF) aufzustellen.[5]

Das französische Innenministerium klassifiziert die Kandidaten nach den sogenannten Nuancen. Während es für die größeren Parteien jeweils eigene Nuancen gibt, werden die Kandidaturen der beiden größeren Bündnisse in den Nuancen ENS (für Ensemble) und UG (für den Nouveau Front populaire) zusammengefasst. Einzelkandidaturen und Kleinparteien müssen sich politischen Richtungen (etwa divers gauche oder divers droite) oder anderen vorgegebenen Klassifizierungen (etwa Régionaliste) zuordnen. Neu war in diesem Zuge die Nuance Union de l’extrême droite, welche von der Gruppe um Éric Ciotti genutzt wurde.
Die nachfolgende Tabelle gibt Aufschluss über die vorhandenen Nuancen und wie viele Kandidaten in wie vielen Wahlkreisen diesen jeweils zugeordnet wurden:
| Nuance | Beschreibung | Beschreibung                         | Kandidaten | Wahlkreise |
| ------ | ------------ | ------------------------------------ | ---------- | ---------- |
| COM    |              | Französische Kommunistische Partei   | 001        | 001        |
| FI     |              | La France insoumise                  | 003        | 003        |
| SOC    |              | Parti socialiste                     | 006        | 006        |
| RDG    |              | Parti radical de gauche              | 003        | 003        |
| UG     |              | Union de la gauche                   | 544        | 544        |
| VEC    |              | Les Écologistes                      | 001        | 001        |
| REN    |              | Renaissance                          | 000        | 000        |
| ENS    |              | Ensemble pour la République          | 443        | 443        |
| MDM    |              | Mouvement démocrate                  | 000        | 000        |
| HOR    |              | Horizons                             | 016        | 016        |
| UDI    |              | Union des démocrates et indépendants | 036        | 036        |
| LR     |              | Les Républicains                     | 306        | 305        |
| RN     |              | Rassemblement National               | 501        | 501        |
| REC    |              | Reconquête                           | 328        | 328        |

| Nuance | Beschreibung | Beschreibung              | Kandidaten | Wahlkreise |
| ------ | ------------ | ------------------------- | ---------- | ---------- |
| EXG    |              | Extrême gauche            | 655        | 550        |
| DVG    |              | Divers gauche             | 140        | 107        |
| ECO    |              | Écologistes               | 147        | 134        |
| REG    |              | Régionaliste              | 129        | 104        |
| DIV    |              | Divers                    | 215        | 156        |
| DVC    |              | Divers centre             | 144        | 112        |
| DVD    |              | Divers droite             | 192        | 163        |
| DSV    |              | Droite souverainiste      | 114        | 111        |
| EXD    |              | Extrême droite            | 022        | 021        |
| UXD    |              | Union de l’extrême droite | 063        | 063        |

## Ergebnisse
Die Wahl war geprägt von einer deutlich gestiegenen Wahlbeteiligung. Nach dem historischen Tiefstand 2022 wurde im ersten Wahlgang mit 66,7 % der höchste Wert seit den Parlamentswahlen 1997 erreicht. Das Rassemblement national ging nach Gesamtstimmen als Sieger aus dem ersten Wahlgang vor dem Nouveau Front populaire hervor. Das Bündnis Ensemble des Präsidenten Macron wurde dahinter nur noch Dritter. In 76 Wahlkreisen konnte sich bereits im ersten Wahlgang ein Kandidat durchsetzen, in den übrigen fanden Stichwahlen statt. In 307 Wahlkreisen haben sich für diese Stichwahlen drei Kandidaten qualifiziert, in weiteren fünf gelang dies vier Kandidaten.
In vielen Wahlkreisen haben sich Kandidaten des NFP bzw. Ensembles vor dem zweiten Wahlgang taktisch zurückgezogen, um der jeweils anderen Seite bessere Chancen gegen Kandidaten des Rassemblement national zu ermöglichen. Der RN erhielt zwar erneut die meisten Stimmen, jedoch unterlagen seine Kandidaten in vielen Wahlkreisen, sodass der RN nur die drittmeisten Sitze hinter NFP und ENS erhielt.
In den Wahlkreisen Vendée IV und Rhône VIII gab es eine „quadrangulaire“ Wahl (d. h. eine Stichwahl, an der vier Kandidaten teilnahmen). Die letzte quadrangulaire Wahl fand 1973 statt.
Der RN brachte es gemeinsam mit seinen Verbündeten auf 142 Sitze, soviele wie nie zuvor, aber deutlich weniger als in allen Umfragen prognostiziert wurde. Ausschlaggebend war dafür die „republikanische Front“ des linken und des Mitte-Lagers gegen den RN, die effektiver als erwartet funktionierte. Nach einer Analyse von Ipsos votierten die Wähler eines linken Kandidaten, der es nicht in die Stichwahl schaffte oder freiwillig zurückzog, nahezu geschlossen (72 zu 3 Prozent) für den (nicht linken) Gegenkandidaten des RN. Die Brandmauer gegen den RN hielt auch seitens der Anhänger von Staatspräsident Macron und seinem Mitte-Lager, allerdings etwas weniger ausgeprägt (54 zu 15 Prozent zugunsten eines linken Kandidaten gegenüber jenem des RN).
Die Mehrheitsbildung in der Nationalversammlung dürfte sich künftig schwieriger erweisen, da die drei großen Blöcke über etwa gleich große Anteile verfügen.
Am Tag nach der Wahl reichte Premierminister Gabriel Attal seinen Rücktritt ein. Dieser wurde von Staatspräsident Macron vorerst abgelehnt, am 16. Juli 2024 aber annahm. Die Regierung blieb geschäftsführend vorläufig im Amt.

### Stimm- und Sitzverteilung
| Listen                                               | Listen                                                | 1. Wahlgang | 1. Wahlgang | 1. Wahlgang | 2. Wahlgang | 2. Wahlgang | 2. Wahlgang | Mandate Gesamt |
| Listen                                               | Listen                                                | Stimmen     | %           | Mandate     | Stimmen     | %           | Mandate     | Mandate Gesamt |
| ---------------------------------------------------- | ----------------------------------------------------- | ----------- | ----------- | ----------- | ----------- | ----------- | ----------- | -------------- |
|                                                      | RN – Rassemblement National                           | 9.377.297   | 29,2        | 37          | 8.744.080   | 32,1        | 88          | 125            |
|                                                      | UG – Union de la gauche (Nouveau Front populaire)     | 8.974.566   | 28,0        | 32          | 7.004.725   | 25,7        | 146         | 178            |
|                                                      | ENS – Ensemble pour la République                     | 6.425.217   | 20,0        | 2           | 6.313.808   | 23,1        | 148         | 150            |
|                                                      | LR – Les Républicains                                 | 2.104.918   | 6,6         | 1           | 1.474.650   | 5,4         | 38          | 39             |
|                                                      | UXD – Union de l’extrême droite (LR Dissidenten – RN) | 1.251.210   | 3,9         | 1           | 1.364.964   | 5,0         | 16          | 17             |
|                                                      | DVD – Divers droite                                   | 1.172.548   | 3,7         | 2           | 980.818     | 3,6         | 25          | 27             |
|                                                      | DVG – Divers gauche                                   | 491.069     | 1,5         | –           | 401.063     | 1,5         | 12          | 12             |
|                                                      | DVC – Divers centre                                   | 391.408     | 1,2         | –           | 177.167     | 0,6         | 6           | 6              |
|                                                      | EXG – Extrême gauche                                  | 367.158     | 1,1         | –           | –           | –           | –           | –              |
|                                                      | REG – Régionaliste                                    | 335.823     | 1,0         | –           | 288.202     | 1,1         | 9           | 9              |
|                                                      | REC – Reconquête                                      | 240.006     | 0,7         | –           | –           | –           | –           | –              |
|                                                      | HOR – Horizons                                        | 231.667     | 0,7         | –           | 258.139     | 0,9         | 6           | 6              |
|                                                      | ECO – Écologistes                                     | 181.989     | 0,6         | –           | 37.808      | 0,1         | 1           | 1              |
|                                                      | UDI – Union des démocrates et indépendants            | 163.072     | 0,5         | –           | 119.672     | 0,4         | 3           | 3              |
|                                                      | DIV – Divers                                          | 142.866     | 0,4         | –           | 38.025      | 0,1         | 1           | 1              |
|                                                      | DSV – Droite souverainiste                            | 90.090      | 0,3         | –           | 18.672      | 0,1         | –           | –              |
|                                                      | EXD – Extrême droite                                  | 59.679      | 0,2         | 1           | 23.217      | 0,1         | –           | 1              |
|                                                      | SOC – Parti socialiste                                | 29.242      | 0,1         | –           | 26.343      | 0,1         | 2           | 2              |
|                                                      | RDG – Parti radical de gauche                         | 12.434      | 0,0         | –           | –           | –           | –           | –              |
|                                                      | LFI – La France insoumise                             | 12.223      | 0,0         | –           | 8.361       | 0,0         | –           | –              |
|                                                      | COM – Parti communiste français                       | 3.125       | 0,0         | –           | –           | –           | –           | –              |
|                                                      | VEC – Les Écologistes                                 | 2.668       | 0,0         | –           | –           | –           | –           | –              |
| Gesamt                                               | Gesamt                                                | 32.060.277  | 100         | 76          | 27.279.713  | 100         | 501         | 577            |
|                                                      |                                                       |             |             |             |             |             |             |                |
| Leere Stimmzettel                                    | Leere Stimmzettel                                     | 582.471     | 1,8         |             | 1.194.970   | 4,1         |             |                |
| Ungültige Stimmzettel                                | Ungültige Stimmzettel                                 | 268.140     | 0,8         |             | 393.076     | 1,4         |             |                |
| Wähler                                               | Wähler                                                | 32.911.133  | 66,7        |             | 28.867.759  | 66,6        |             |                |
| Wahlberechtigte                                      | Wahlberechtigte                                       | 49.332.761  |             |             | 43.328.507  |             |             |                |
|                                                      |                                                       |             |             |             |             |             |             |                |
| Quellen: Innenministerium Frankreich: France entière |                                                       |             |             |             |             |             |             |                |

Karte der Wahlkreise und Darstellung der politischen Zugehörigkeit des Kandidaten, der im ersten Wahlgang die meisten Stimmen erhalten hat:
Rassemblement national und Verbündete
Union de la gauche
Ensemble
Les Républicains
Union de l’extrême droite
Divers droite
Divers gauche
Divers centre
Régionaliste
Horizons hors Ensemble
Écologistes
Parti Socialiste hors Union de la gauche
bezeichnen die 11 Wahlkreise für Franzosen im Ausland^{*}

Im ersten Wahlgang mit absoluter Mehrheit gewonnene Wahlkreise. Farben der Parteien wie oben

Endergebnis der Wahl mit den im zweiten Wahlgang gewonnenen Wahlkreisen
Nouveau Front populaire
Divers gauche
Ensemble pour la République
Divers centre
Les Républicains
Divers droite
Rassemblement national

- Gesamtstimmen (gültige Stimmen), zweiter Wahlgang, Summe: 27.279.714 (statt 27.279.713).

Wahl der Auslandsfranzosen
1.692.978 im Ausland wohnende französische Staatsbürger konnten in insgesamt elf geographisch definierten Wahlkreisen wählen.
| Wahlkreis | Wahlkreis                                                                                           | Wahl- berechtigte | Wahlgewinner | Wahlgewinner            | Karte |
| --------- | --------------------------------------------------------------------------------------------------- | ----------------- | ------------ | ----------------------- | ----- |
| 01.       | Vereinigte Staaten und Kanada                                                                       | 259.288           |              | Ensemble                |       |
| 02.       | Mexiko, Karibik, Zentral- und Südamerika                                                            | 088.577           |              | Ensemble                |       |
| 03.       | Britische Inseln, Nordeuropa, Baltikum                                                              | 175.997           |              | Ensemble                |       |
| 04.       | Benelux                                                                                             | 174.164           |              | Ensemble                |       |
| 05.       | Iberische Halbinsel und Monaco                                                                      | 110.460           |              | Divers centre           |       |
| 06.       | Schweiz und Liechtenstein                                                                           | 169.166           |              | Ensemble                |       |
| 07.       | Mitteleuropa (einschließlich Deutschland und Österreich) und Balkan                                 | 129.011           |              | Ensemble                |       |
| 08.       | Italien, Griechenland, Türkei, Zypern, Malta, Israel, Palästinensische Autonomiegebiete             | 145.883           |              | Ensemble                |       |
| 09.       | Maghreb und Westafrika                                                                              | 155.611           |              | Ensemble                |       |
| 10.       | Arabische Halbinsel, Süd-, Ost-, Nordost- und Zentralafrika                                         | 146.969           |              | Ensemble                |       |
| 11.       | Russland, Ukraine, Belarus, Australien und Ozeanien, Asien ohne Türkei und ohne Arabische Halbinsel | 137.852           |              | Nouveau Front populaire |       |

### Prominente Kandidaturen
| Kandidat | Kandidat          | Amt                                                                                                  | Nuance   | Wahlkreis           | Ergebnis | Ergebnis | Erfolg        |
| Kandidat | Kandidat          | Amt                                                                                                  | Nuance   | Wahlkreis           | 1. WG    | 2. WG    | Erfolg        |
| -------- | ----------------- | --- | -------- | ------------------- | -------- | -------- | ------------- |
|          | Gabriel Attal     | Premierminister                                                                                      | ENS      | Hauts-de-Seine X    | 43,8 %   | 58,2 %   | gewählt       |
|          | Delphine Batho    | ehemalige Ministerin im Kabinett Ayrault II und Parteivorsitzende von Génération écologie            | ECO      | Deux-Sèvres II      | 38,6 %   | 59,2 %   | gewählt       |
|          | Aurore Bergé      | Beigeordnete Ministerin im Kabinett Attal, Ministerin im Kabinett Borne und Mitglied von Renaissance | ENS      | Yvelines X          | 33,6 %   | 49,0 %   | gewählt       |
|          | Manuel Bompard    | Koordinator von La France insoumise                                                                  | UG (NFP) | Bouches-du-Rhône IV | 67,5 %   | –        | gewählt       |
|          | Élisabeth Borne   | ehemalige Premierministerin (2022–2024)                                                              | ENS      | Calvados VI         | 28,9 %   | 56,4 %   | gewählt       |
|          | Yaël Braun-Pivet  | Präsidentin der Nationalversammlung                                                                  | ENS      | Yvelines V          | 42,8 %   | 49,1 %   | gewählt       |
|          | Éric Ciotti       | Parteivorsitzender von Les Républicains (Dissident)                                                  | UXD      | Alpes-Maritimes I   | 41,0 %   | 45,1 %   | gewählt       |
|          | Gérald Darmanin   | Innenminister                                                                                        | ENS      | Nord X              | 36,0 %   | 61,4 %   | gewählt       |
|          | Olivier Faure     | Erster Sekretär der Sozialistischen Partei                                                           | UG (NFP) | Seine-et-Marne XI   | 53,4 %   | –        | gewählt       |
|          | Marc Fesneau      | Minister im Kabinett Attal                                                                           | ENS      | Loir-et-Cher I      | 34,6 %   | 60,2 %   | gewählt       |
|          | Annie Genevard    | Generalsekretärin von Les Républicains                                                               | LR       | Doubs V             | 35,2 %   | 62,7 %   | gewählt       |
|          | François Hollande | ehemaliger Staatspräsident und Mitglied der Sozialistischen Partei                                   | UG (NFP) | Corrèze I           | 37,6 %   | 43,1 %   | gewählt       |
|          | Marine Le Pen     | Mitglied von Rassemblement national                                                                  | RN       | Pas-de-Calais XI    | 58,0 %   | –        | gewählt       |
|          | Stéphane Séjourné | Generalsekretär von Renaissance, Außenminister Frankreichs                                           | ENS      | Hauts-de-Seine IX   | 46,1 %   | 72,6 %   | gewählt       |
|          | Fabien Roussel    | Nationalsekretär der Französischen Kommunistischen Partei                                            | UG (NFP) | Nord XX             | 31,2 %   | –        | nicht gewählt |

## Umfragen vor der Wahl
Die Tabelle zeigt die Ergebnisse repräsentativer Umfragen über das beabsichtigte Wahlverhalten der Franzosen. Sie lässt noch keine Rückschlüsse auf die Verteilung der Sitze in der Nationalversammlung zu. Durch das Mehrheitswahlrecht kann die Sitzverteilung in der Nationalversammlung von den hier angezeigten Prozentangaben erheblich abweichen, da aus jedem Wahlkreis nur der Kandidat mit den meisten Stimmen als Abgeordneter in die Nationalversammlung einzieht, während alle anderen Wählerstimmen bei der Sitzverteilung nicht berücksichtigt werden.
| Institut           | Datum      | ENS    | NFP    | NFP    | NFP    | NFP    | LR    | RN     | REC   | Sonstige |
| Institut           | Datum      | ENS    | LFI    | PCF    | EÉLV   | PS     | LR    | RN     | REC   | Sonstige |
| ------------------ | ---------- | ------ | ------ | ------ | ------ | ------ | ----- | ------ | ----- | -------- |
| Harris Interactive | 28.06.2024 | 20 %   | 28 %   | 28 %   | 28 %   | 28 %   | 6 %   | 37 %   | 2 %   | 7 %      |
| Ipsos              | 28.06.2024 | 20 %   | 29 %   | 29 %   | 29 %   | 29 %   | 8 %   | 36 %   | 1 %   | 10 %     |
| Ifop               | 28.06.2024 | 20,5 % | 29 %   | 29 %   | 29 %   | 29 %   | 7 %   | 36,5 % | 1,5 % | 5,5 %    |
| Elabe              | 27.06.2024 | 20 %   | 27,5 % | 27,5 % | 27,5 % | 27,5 % | 9 %   | 36 %   | 1,5 % | 6 %      |
| OpinionWay         | 27.06.2024 | 20 %   | 28 %   | 28 %   | 28 %   | 28 %   | 6 %   | 37 %   | 1 %   | 8 %      |
| Ifop               | 24.06.2024 | 20,5 % | 29,5 % | 29,5 % | 29,5 % | 29,5 % | 7 %   | 36 %   | 1 %   | 6 %      |
| Elabe              | 21.06.2024 | 20 %   | 27 %   | 27 %   | 27 %   | 27 %   | 10 %  | 36 %   | 1,5 % | 5,5 %    |
| Ifop               | 21.06.2024 | 21,5 % | 29 %   | 29 %   | 29 %   | 29 %   | 6,5 % | 35 %   | 1,5 % | 6,5 %    |
| OpinionWay         | 20.06.2024 | 22 %   | 28 %   | 28 %   | 28 %   | 28 %   | 6 %   | 35 %   | 1 %   | 9 %      |
| Cluster17          | 19.06.2024 | 19 %   | 30 %   | 30 %   | 30 %   | 30 %   | 7 %   | 32 %   | 2,5 % | 9,5 %    |
| Ifpop              | 14.06.2024 | 19 %   | 26 %   | 26 %   | 26 %   | 26 %   | 7 %   | 35 %   | 3 %   | 10 %     |
| Cluster17          | 13.06.2024 | 18 %   | 28,5 % | 28,5 % | 28,5 % | 28,5 % | 7 %   | 29,5 % | 3,5 % | 13,5 %   |
| OpinionWay         | 12.06.2024 | 19 %   | 25 %   | 25 %   | 25 %   | 25 %   | 9 %   | 32 %   | 4 %   | 11 %     |
| Elabe              | 12.06.2024 | 18 %   | 28 %   | 28 %   | 28 %   | 28 %   | 6,5 % | 31 %   | 4 %   | 12,5 %   |
| Ifop               | 11.06.2024 | 16 %   | 11 %   | 2 %    | 6 %    | 13 %   | 8 %   | 35 %   | 3,5 % | 5,5 %    |
| Ifop               | 11.06.2024 | 17 %   | 11 %   | 19 %   | 19 %   | 19 %   | 8 %   | 34 %   | 4 %   | 7 %      |
| Ifop               | 11.06.2024 | 18 %   | 25 %   | 25 %   | 25 %   | 25 %   | 9 %   | 35 %   | 4 %   | 9 %      |
| OpinionWay         | 10.06.2024 | 18 %   | 23 %   | 23 %   | 23 %   | 23 %   | 8 %   | 33 %   | 5 %   | 13 %     |
| Harris Interactive | 10.06.2024 | 19 %   | 22 %   | 22 %   | 22 %   | 22 %   | 9 %   | 34 %   | 4 %   | 12 %     |

## Rezeption

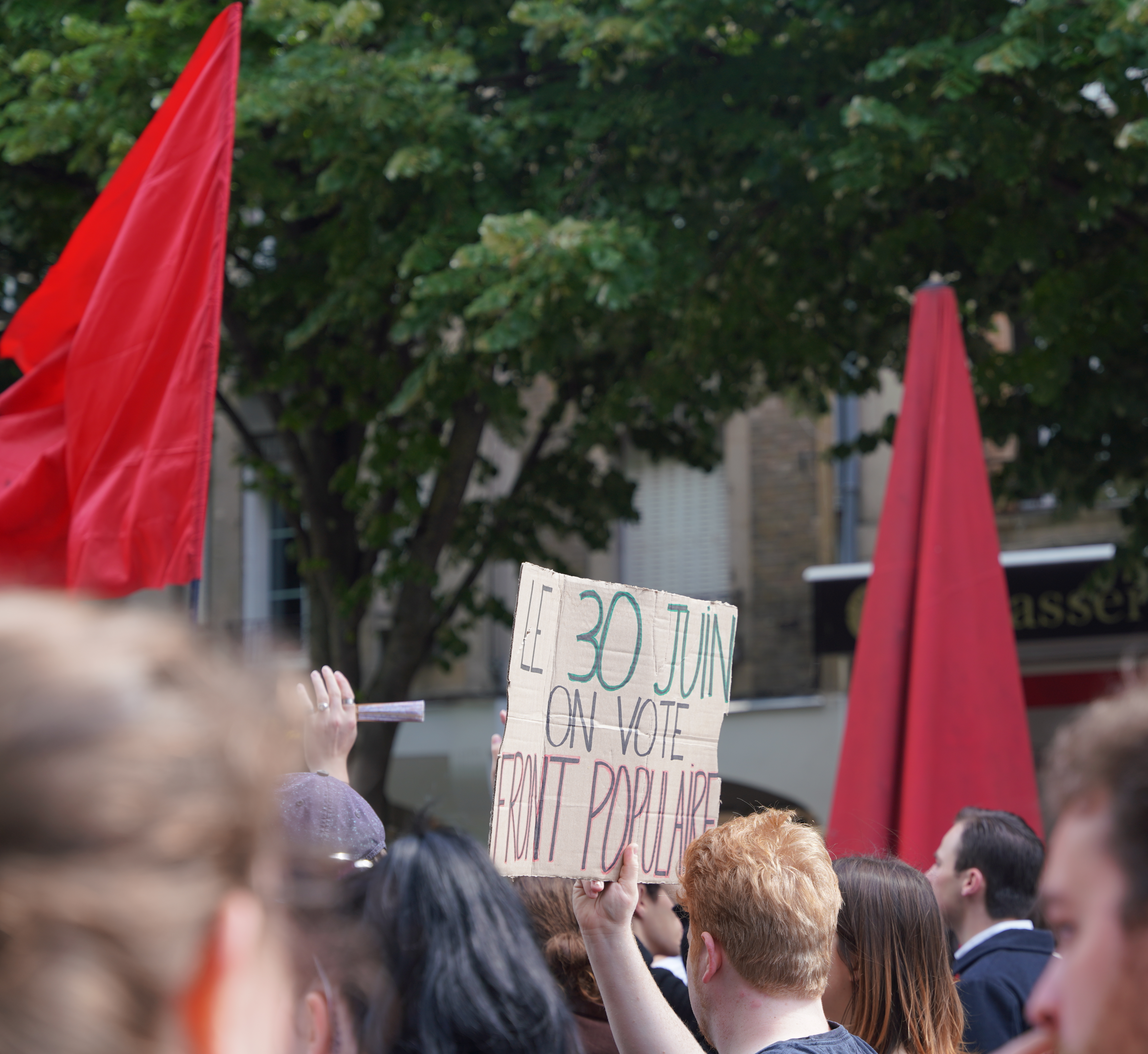
Demonstration in Reims am 14. Juni 2024: Le 30 juin on vote Front populaire (deutsch: Am 30. Juni wählen wir den [Nouveau] Front populaire).

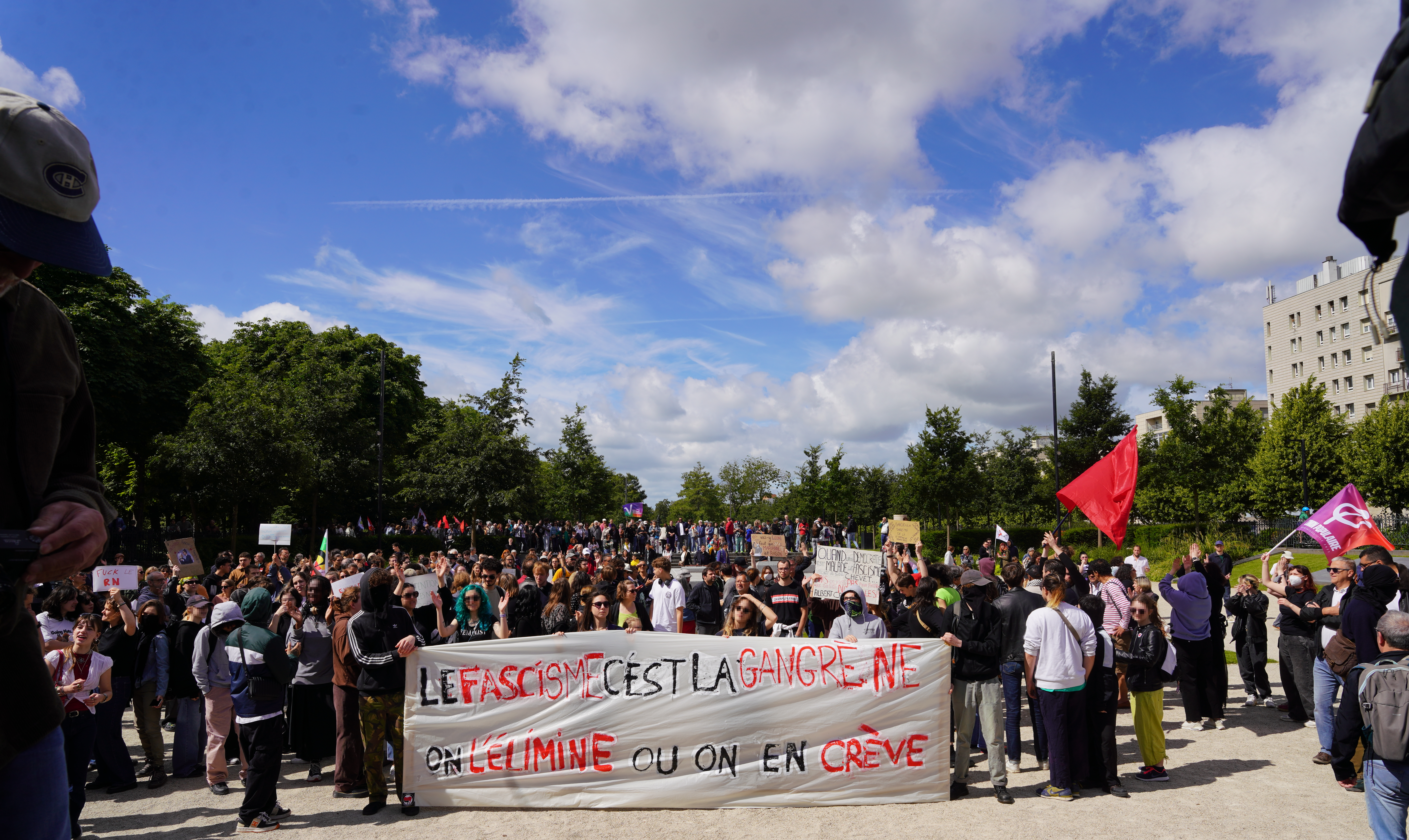
Demonstration in Reims am 14. Juni 2024: Le fascisme c’est la gangrène : on l’élimine ou on en crève (deutsch: Der Faschismus ist ein Geschwür: [entweder] man beseitigt es, oder man krepiert daran.)

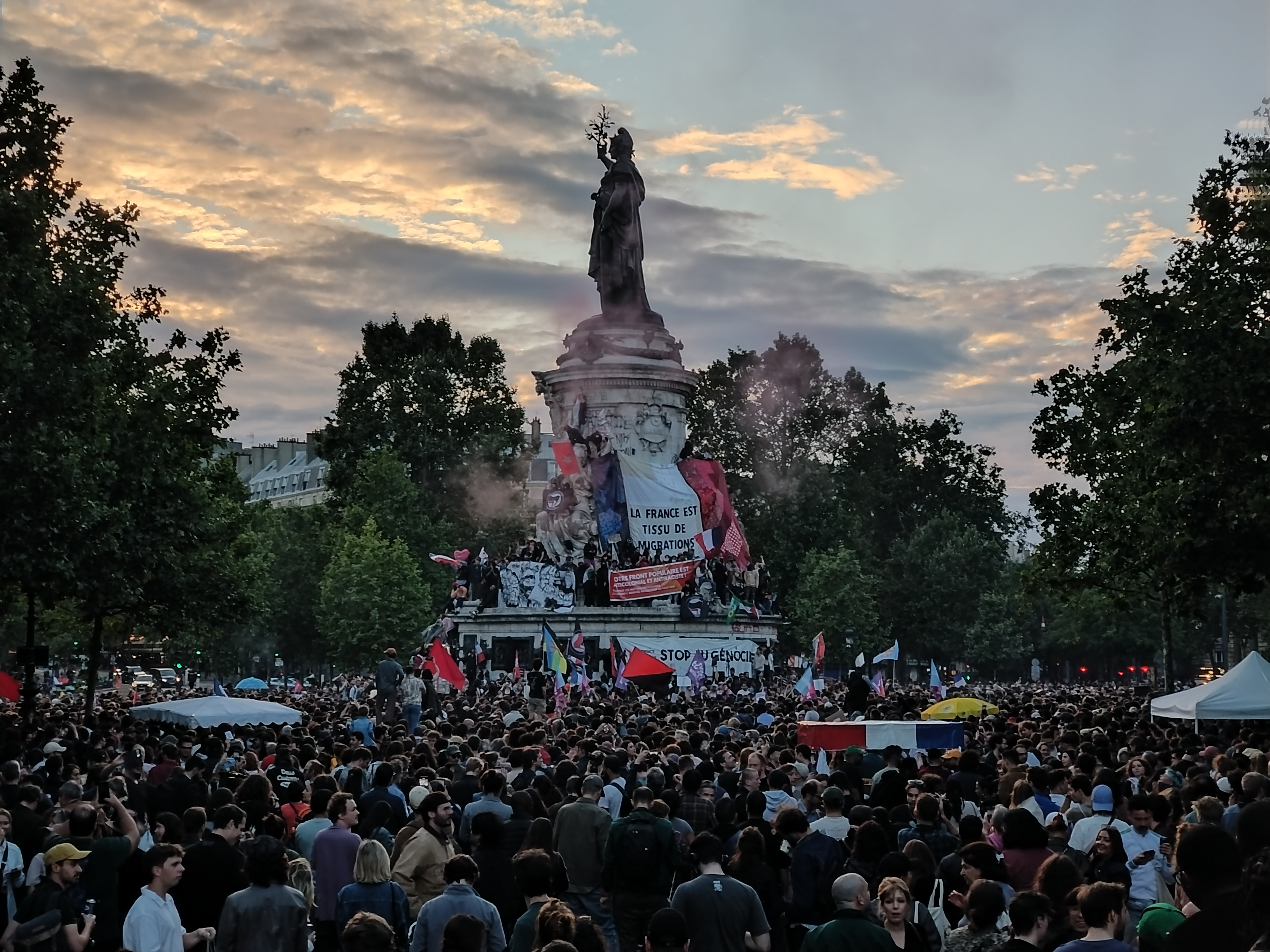
Feier des Wahlsieges des Nouveau Front populaire auf dem Place de la République in Paris am 7. Juli 2024

### Zur Auflösung der Nationalversammlung
Die Auflösung der Nationalversammlung am Abend der Europawahl durch den Staatspräsidenten Emmanuel Macron wurde von den meisten Beobachtern mit Überraschung aufgenommen. Julia Borutta vom ARD-Hörfunkstudio in Paris bezeichnete es als „völlig unverantwortlich“, dass Macron glaube, das Wahlergebnis der Neuwahlen werde sich stark von dem der Europawahl unterscheiden. Das zeuge von „Selbstüberschätzung und Realitätsverlust“. Ein Premierminister der extremen Rechten und die daraus folgende Cohabitation wären „gefährlich für das ganze Land“. Im Land herrsche nun eine große Unsicherheit über die weitere Regierung, schrieb die Frankfurter Allgemeine Zeitung. Im Deutschlandfunk hieß es dagegen, es sei nicht „die Aufgabe französischer Politikerinnen und Politiker, auf Biegen und Brechen eine Brandmauer gegen den Rassemblement national aufrechtzuerhalten, wenn der Wählerwille ein anderer ist.“
Die deutschen Einschätzungen wurden in der europäischen Presse weitgehend geteilt, während der französische Philosoph Bernard-Henri Lévy das Vorgehen Macrons verteidigte: „Angesichts dieses Durchmarschs [der Rechten] gab es zwei mögliche Haltungen: Entweder den Kopf in den Sand stecken […] oder sich der Situation offen zu stellen“, schrieb er in der italienischen Tageszeitung La Repubblica.

### Im Vorfeld der Wahl
Seit dem 14. Juni 2024 kam es in ganz Frankreich zu Demonstrationen von hunderttausenden Menschen gegen den Rechtsruck. Sie begannen in Bayonne, Toulon und Valenciennes, in Paris war die Place de la République Ziel der Protestierenden.
Aufsehen erregte die Wahlempfehlung von Beate und Serge Klarsfeld für das Rassemblement national, die sie mit dem Antisemitismus von La France Insoumise begründet hatten. 
Die Soziologin Eva Illouz widersprach dieser Einstellung mancher Juden in Frankreich entschieden. In einem Beitrag, der zwischen den beiden Wahlgängen erschien, äußerte sie sich dahingehend, dass LFI (La France Insoumise) sich nach dem Überfall der Hamas auf Israel vom 7. Oktober 2023 auf die Seite der Hamas und gegen die israelische Gegenwehr gestellt hatte und auch nicht an den Protesten gegen den Antisemitismus in Frankreich teilnahm.  Der RN (Rassemblement national) sei aber nur deshalb nicht für die Hamas eingetreten, weil dies seine „einzige Möglichkeit war, sich als respektable Partei zu etablieren“ und sich einer „populistische[n] Internationale“ anzuschließen (zu der Illouz Viktor Orbán auf eine Stufe neben Benjamin Netanjahu stellte).
Kritisch beobachtet wurde die Rolle rechter Medien im Wahlkampf, insbesondere derjenigen des Medienunternehmers Vincent Bolloré. In dem von ihm kontrollierten Nachrichtenfernsehsender CNews untersagte er, den Rassemblement national als rechtsextrem zu bezeichnen. Auch gehörten dort 54 % der Interviewgäste einer der rechten Parteien an. Außer CNews gehören Bolloré auch der Fernsehsender Canal+, der Hörfunksender Europe 1, mehrere Zeitungen (darunter Le Journal du Dimanche) und der Verlag Hachette.

### Nach der Wahl
Premierminister Gabriel Attal reichte umgehend seinen Rücktritt ein, worüber sich Staatspräsident Emmanuel Macron zunächst ablehnend äußerte, den er am 16. Juli 2024 jedoch annahm. Das Wahlergebnis, bei dem keiner der drei großen Blöcke in der neuen Nationalversammlung eine ausreichende Regierungsmehrheit bekommen hatte, führte zunächst zur Ratlosigkeit in der politischen Klasse. Da Regierungskoalitionen in Frankreich nicht üblich sind, da das Mehrheitswahlprinzip deren Notwendigkeit oft vermeidet, waren die Parteien gezwungen, erstmals in der Fünften Republik hierüber ernsthaft nachzudenken.  Abgesehen von fehlender Erfahrung wird die Koalitionsbildung durch die Unerbittlichkeit, mit der sich die Blöcke gegenüberstehen, erschwert. In einem „Offenen Brief“, der am 10. Juni in den Regionalzeitungen veröffentlicht wurde, rief Emmanuel Macron zu einer großen Koalition auf: Die „republikanischen Kräfte“ sollten sich versammeln. Der Nouveau Front populaire tat sich zunächst schwer, sich auf einen gemeinsamen Kandidaten für das Amt des Premierministers zu einigen. Am 23. Juli wurde die weitgehend unbekannte 37-jährige Beamtin und Politikerin Lucie Castets von der NFP vorgeschlagen.
Nachdem die Olympischen Sommerspiele in Frankreich beendet waren, führte Emmanuel Macron Gespräche mit den Fraktionen in der Nationalversammlung und verkündete am 26. August, dem Vorschlag des NFP nicht folgen zu wollen, weil ihm die daraus hervorgehende Regierung nicht stabil genug erscheine. Er kündigte eine neue Runde von Konsultationen mit den politischen Parteien an.
Am 5. September 2024 ernannte Macron den ehemaligen EU-Kommissar Michel Barnier zum Premierminister und beauftragte ihn, eine Regierung zu bilden. Der Schritt wurde von linker Seite als ein Kotau vor dem Rassemblement national (RN) kritisiert. Zwei Tage später kam es am Wochenende in mehreren großen französischen Städten zu Demonstrationen gegen die Ernennung. Kritisiert wurde unter anderem, dass Barnier nur der fünftgrößten Fraktion in der Nationalversammlung angehöre. Demgegenüber erklärte der Vorsitzende des RN, Jordan Bardella, Barnier stehe „unter Beobachtung“ und: „Ohne uns geht nichts.“ Die Demonstrierenden kündigten Streiks ab dem 1. Oktober 2024 an. Da er Lucie Castets nicht zur Premierministerin ernannt hatte, strengte La France insoumise, unterstützt durch weitere Abgeordnete anderer Fraktionen, ein förmliches Amtsenthebungsverfahren gegen Emmanuel Macron an. Am 17. September 2024 wurde es vom Präsidium der Nationalversammlung für zulässig erklärt. Die Erfolgsaussichten des Verfahrens sind gleichwohl gering, da die konservativen und liberalen Parteien im Senat, der nach der Nationalversammlung ebenfalls befasst werden muss, die Mehrheit stellen. Während es in Paris und anderen großen französischen Städten erneut zu Demonstrationen mit mehreren tausend Teilnehmern gegen die neue Regierung kam, wurde am Abend des 21. September 2024 die Liste der neuen Minister des Kabinetts Barnier bekanntgegeben. Die meisten davon waren einer größeren Öffentlichkeit bisher unbekannt. Das einzige linke Mitglied des neuen Kabinetts ist der neue Justizminister Didier Migaud, die übrigen entstammen dem Lager Macrons oder sind Mitglieder der Partei Les Républicains (LR).
In seiner traditionellen Fernsehansprache zum Jahreswechsel 2024/25 gab Macron zu, dass es ein Fehler war, die Nationalversammlung aufzulösen. Die vorgezogene Neuwahl habe zu „mehr Instabilität als zu Ruhe“ geführt, „er habe daran seinen Anteil.“